# Cheirolepis
Cheirolepis is een geslacht van uitgestorven straalvinnige beenvissen die leefden in het Midden- tot Laat-Devoon. Er zijn ten minste vijf soorten benoemd. De eerste fossiele overblijfselen van dit geslacht werden gevonden in de oude rode zandsteen in Schotland, verdere fossielen komen uit Canada. Cheirolepis is de eerste bekende straalvinnige en is waarschijnlijk de primitieve zustergroep van alle andere bekende straalvinnigen. Voormalige leden van de klasse hebben alleen van het Laat-Siluur overleefd in de vorm van individuele schubben.

## Kenmerken
Cheirolepis was ongeveer vijfentwintig centimeter lang. Zijn lichaam was slank en bedekt met kleine, ruitvormige, overlappende schubben. De schubben liepen in diagonale rijen diagonaal achteruit naar beneden. Ze bestonden uit been, dentine en een smeltachtige substantie aan de buitenkant (ganoïde schubben). De lange, bovenste staartvin, die was voorzien van een rij stijve schubben, verhoogde het rendement van de staartslag en was duidelijk heterozerk, maar de onderste staartklep was vergroot. De bovenrand van de staart werd versterkt door vergrote kielschalen. De rug- en anaalvinnen waren groot en driehoekig. De goed ontwikkelde vinnen gaven de dieren snelheid en stabiliteit, maar de vissen konden ook soepel glijden onder water en met gemak vooruit en achteruit bewegen in alle richtingen. De opwaarts gerichte staart drukte de vis met de kop naar beneden tijdens de voortbeweging, hetgeen werd tegengegaan door werking van de gepaarde borst- en buikvinnen. De rugvin en de aarsvin zorgden voor een stabiele voortbeweging in het water.
De schedel was groot en zwaar, de hersenschedel en het verhemelte waren verbeend. De schedel was bedekt met dunne huidbotten. De grote oogkassen zaten ver naar voren. De mond was groot en bezet met onregelmatig verdeelde puntige tanden. De kaakranden worden gevormd door het maxillaire en intermaxillaire bot (premaxillair) in de bovenkaak en dentals in de onderkaak, botten, die ook de belangrijkste tanddragende botten zijn in alle latere gewervelde dieren. De achterrand van de schedel is verbonden met het kieuwgebied en de schoudergordel. Omdat de schedel erg flexibel was, konden de kaken zeer wijd worden geopend.

## Leefwijze
Cheirolepis was een grote roofvis die snel kon zwemmen en zich waarschijnlijk oriënteerde met zijn ogen bij het vangen van prooien. De grote, zeer flexibele kaak liet hem toe prooi te eten die tweederde van zijn eigen lichaamslengte bereikte. In de maagstreek van Cheirolepis zijn resten van Acanthodii en van de longvis Dipterus gevonden. Mogelijk aten ze ook kleine Placodermi, die ze niet konden stukbijten met hun scherpe tanden, maar die ze mogelijk konden verpletteren met botte tanden in het verhemelte.
Ze leefden in ondiepe zoetwatermeren en riviertjes. Doordat de grote ogen geplaatst waren op de voorkant van de schedel, kon de vis overdag zijn prooi aanpeilen en aanvallen. De kaken met talrijke scherpe tanden, konden wijd opengesperd worden, waardoor de vissen grotere prooien kon verorberen.

## Uitsterven
Sommigen geloven dat oceanische vulkaanuitbarstingen een groot deel van het leven in zee hebben beïnvloed. Als gevolg van deze natuurrampen zou onvoldoende voedsel over zijn geweest, waardoor Cheirolepis-soorten geen kans hadden om te overleven.

## Vondsten
Fossielen van Cheirolepis worden gevonden in meren op het noordelijk halfrond, daterend van het Devoon.

## Soorten
- Cheirolepis canadensis Whiteaves, 1881 †
- Cheirolepis curtus M'Coy, 1848 †
- Cheirolepis macrocephalus M'Coy, 1848 †
- Cheirolepis trailli Agassiz, 1835 †